# Lispocephala zonata
Lispocephala zonata är en tvåvingeart som beskrevs av Hardy 1981. Lispocephala zonata ingår i släktet Lispocephala och familjen husflugor. Inga underarter finns listade i Catalogue of Life.